# Liebigstraße 10 (Heilbronn)

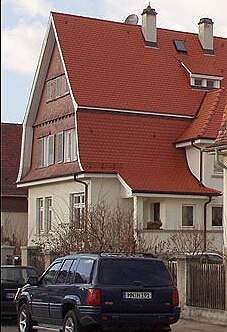
Haus Liebigstr. 10 in Heilbronn

Das  Haus an der  Liebigstraße 10   ist ein historisches, denkmalgeschütztes Gebäude in Heilbronn. 

## Beschreibung
Das giebelständige Haus an der Liebigstraße 10 zeigt verschindeltes Fachwerk und wurde im Jahre 1911 im Heimatstil errichtet. Das Gebäude diente als Einfamilienhaus für die höheren Angestellten der Knorr AG und wurde von dem Architekten Theodor Moosbrugger entworfen.

## Geschichte
1950 bewohnte das Gebäude der Oberingenieur Karl Schanz, 1961 der Chemotechniker Arthur Hack und die Krankenschwester Martha Süchüt.